# Sciara ulrichi
Sciara ulrichi är en tvåvingeart som beskrevs av Menzel och Werner Mohrig 1998. Sciara ulrichi ingår i släktet Sciara och familjen sorgmyggor. Inga underarter finns listade i Catalogue of Life.